# Clase Nagara
La clase Nagara fueron cruceros ligeros de la Armada Imperial Japonesa, botados entre 1922 y 1925, diseñados como una evolución de la precedente clase Kuma, con pocas diferencias, pero en roles, detalles y modificaciones posteriores que marcaron la diferencia con la clase anterior. Fueron usados como líderes de flotillas de destructores o submarinos. Se diferenciaban de la clase Kuma por el diseño de su puente más cuadrado, robusto y chimeneas de tope recto.
Fueron los primeros cruceros en equipar los torpedos de 610 mm Tipo 93. La catapulta para el hidroavión de reconocimiento estaba originalmente instalada a proa, como en los diseños británicos, para ser posteriormente trasladada al tercio de popa, y finalmente eliminada para equipar más armamento antiaéreo y antisubmarino.

## Historial
Toda la clase Nagara resultó hundida durante la Segunda Guerra Mundial. 
- El Nagara fue hundido el 7 de agosto de 1944 por 4 torpedos lanzados por el USS Croaker (SS-246) cuando navegaba entre Kagoshima y Sasebo.
- El Yura fue hundido durante una acción en Guadalcanal, el 25 de octubre de 1942, dañado por un ataque aéreo y rematado por el destructor Yudachi.
- El Kinu fue hundido el 26 de octubre de 1944 en el mar de Bisayas por ataque aéreo de aviones embarcados de los portaaviones de escolta USS Natoma Bay (CVE-62), USS Marcus Island (CVE-77) y USS Manila Bay (CVE-61), del Task Group 77.4.
- El Abukuma fue hundido el mismo día en las afueras de la isla de Negros por bombardeo de Consolidated B-24 Liberator.
- El Natori fue hundido el 19 de agosto de 1944 por torpedeo del USS Harhead (SS-365) en el estrecho de San Bernardino, frente a Samar
- El Isuzu fue torpedeado y hundido al noroeste de Bima el 7 de abril de 1945 por los submarinos estadounidenses USS Gabilan (SS-252) y USS Charr (SS-328), trabajando en rudeltaktik.